# Мало Очијево
Мало Очијево је насељено место у Босни и Херцеговини, у општини Бихаћ. Административно припада Федерацији Босне и Херцеговине, односно њеном Унско-санском кантону. Према попису становништва из 2013. у насељу је био 21 становник, а већинску популацију пре рата чинили су Срби.

## Становништво
По последњем службеном попису становништва из 2013. године у селу је живело 104 становника.
| Националност | 2013.       | 1991.        | 1981.        | 1971.        |
| Срби         | 21 (100,0%) | 103 (99,04%) | 120 (99,17%) | 181 (100,0%) |
| Хрвати       | 0           | 0            | 1 (0,83%)    | 0            |
| Југословени  | —           | 1 (0,96%)    | 0            | 0            |
| Укупно       | 21          | 104          | 121          | 181          |